# Actinostemma
Actinostemma — рід квіткових рослин родини гарбузових. Родом зі Східної Азії. Це стрункі однорічні трави, що слабо в'ються/лазять.

## Види
- Actinostemma lobatum (Maxim.) Maxim. ex Franch. & Sav.
- Actinostemma tenerum Griff.

## Опис
Виткі трави. Листки черешкові; пластина серцювато-яйцеподібна, широкояйцеподібна або ланцетно-трикутна, нелопатева або 3–5-лопатева, по краях зубчаста. Вусики двійчасті або рідше прості. Рослини однодомні або рідше двостатеві. Квітки одностатеві. Чоловічі суцвіття китицеподібні чи волотисті, рідше квітки поодинокі чи парні. Жіночі квітки поодинокі або пучкові. Плід яйцюватої форми, конічний на верхівці, шипчастий, близько середини розкривний. Насіння 2–4, стислі.